# 沙利度胺
又名反应停、酞咪脈啶酮、沙利竇邁、賽得（Thado），是研制抗菌药物过程中发现的一种具有中枢抑制作用的药物。曾经作为抗妊娠嘔吐反应药物在欧洲和日本被广泛使用，投入使用后不久，数据显示使用该药物的孕妇的流产率和海豹肢症（Phocomelia）畸胎率上升，致使该药物退出市场，该事件被称为反应停事件。后来研究发现，此前没有意识到该药物的两种光學异构体具有不同生物活性，其中的R构型是安全的，而S构型有致畸作用，甚至兩種構型可在人體內轉換。
最近，科学家经过研究发现沙利度胺对于人體免疫系统有调节作用，可以治疗红斑狼疮；此外沙利度胺还可以用于癌症的治疗，目前对沙利度胺的这些治疗作用正处于临床研究阶段。

## 发展历史
1952年，瑞士诺华制药的前身Ciba药厂首先合成了沙利度胺，他们本来打算开发一种新型抗菌药物，但是药理试验显示沙利度胺並無任何抑菌活性，Ciba便放弃了对它的进一步研究。在Ciba選擇放弃的同时，联邦德国（西德）药厂格蘭泰（Grünenthal GmbH）开始投入人力物力研究沙利度胺对中枢神经系统的作用，发现该化合物具有一定的镇静催眠作用，还能够显著抑制孕妇害喜等妊娠反应。1957年10月，反应停正式投放欧洲市场，不久後进入日本市场，由大日本製藥（現在的大日本住友製藥）生產。在此后的不到一年内，反应停风靡欧洲、日本、非洲、澳洲和拉丁美洲，作为一种“没有任何副作用的抗妊娠反应药物”，成为“孕妇的理想选择”。然而在美国，反应停遇到了美國食品藥品監督管理局仔細而繁琐的市场准入调查，包括弗朗西斯·凯尔西（Frances Kelsey）在内的FDA官员认为，沙利度胺在動物測試中获得的药理活性和人體實驗结果存在极大差异，判斷從动物測試获得的毒理学数据并不可靠，最终沙利度胺没有得到进入美国市场的許可。
1960年，有医生發现欧洲新生儿畸形比率异常升高，当这一数据引起大多数人注意之后，有学者展开了流行病学调查，发现新生儿畸形的发生率与沙利度胺的销售量呈现一定的相关性，遂对反应停的安全性产生怀疑。在之后的毒理学研究显示，沙利度胺对灵长类动物有很强的致畸性。1961年11月，格蘭泰撤回联邦德国市场上所有反应停，不久其他国家也相繼停售，期间由于沙利度胺有万余名畸形胎儿出生。由于这一事件，格蘭泰支付了1.1亿西德马克的赔偿。这一事件被称作反应停事件，该事件让科学界意识到药物的立体异构体在人体内有不同的生理活性，也对人们认识药物不良反应以及建立完善的药品审批和不良反应检测制度起到了重要作用。
1965年，一名以色列医生發现反应停对麻风病患者的自體免疫症状有治疗作用（在抗生素杀死麻风细菌后，免疫系统攻击死去的细菌，同时也攻击人体自身），此后的研究显示，沙利度胺对卡波济氏肉瘤、全身性红斑狼疮、多发性骨髓瘤等具治疗作用。进一步的研究显示，沙利度胺分子结构中含有一个手性中心，从而形成两种光学异构体，其中构型R-（+）的结构有中枢镇静作用，另一种构型S-（-）的对映体则有强烈的致畸性，通过分离手性异构体可以将沙利度胺的致畸性風險降至最低。1998年7月16日，美国联邦食品和药品管理局批准沙利度胺作为一种治疗麻疯性结节性红斑的药物上市销售。 （页面存档备份，存于）

## 作用机理
据2010年3月12日的《科学》杂志报道说，在一项可能会带来较为安全的沙利度胺另选药物开发的研究中，日本研究人员发现了沙利度胺如何使发育中的肢体发生畸变。尽管科学家曾提出许多假说，但该药的作用机制一直是个谜。用斑马鱼和小鸡作为动物模型，Takumi Ito及其同僚发现，沙利度胺会与蛋白质cereblon结合。这种相互作用会抑制cereblon的酶活性，而这种活性对肢体的发育是重要的。文章作者提出，有可能设计出可避免这种效应的沙利度胺衍生物。

## 適應症
嚴重的感染像是痲瘋病會導致腫瘤壞死因子-α（TNF-α）的血中濃度上升。TNF-α是身體的化學調節物質，會增強罹癌病患的浪費過程。而Thalidomide 會減少 TNF-α 的血中濃度，而藥物對於痲瘋結節性紅斑（erythema nodosum leprosum, ENL）的反應也可能是因為這個機轉而起。

### 痲瘋結節性紅斑
Thalidomide 有強力的抗發炎作用，可以幫助痲瘋結節性紅斑的病人。

### 日光性癢疹
Thalidomide 也被發現對於日光性癢疹（actinic prurigo）這個自體免疫皮膚疾病有療效。也曾被用於兒童慢性水疱性疾病（chronic bullous dermatosis of childhood, CBDC），但周邊神經炎（Peripheral neuritis）限制了它的用途。

### 黃斑部退化
Thalidomide 因為有抑制血管新生的能力，所以可能可以用於黃斑部退化（macular degeneration）和其他相關疾病。雖然有更好且更便宜的藥物可以對抗愛滋病所引起的卡波西氏肉瘤（Kaposi's Sarcoma），但 Thalidomide 對於此疾病還是有幫助。

### 多發性骨髓瘤
因為 Thalidomide 可以抗血管新生的作用，所以它的單一製劑已經在人體試驗對抗多發性骨髓瘤（multiple myeloma）。有許多的研究已經證實 Thalidomide 跟地塞米松（Dexamethasone, DMSM）合用可以有效提高多發性骨髓瘤的存活率。目前被新診斷出來的多發性骨髓瘤病患，通常會用Thalidomide、Dexamethasone 跟Melphalan 的合併療法來治療，可以提高 60-70% 的反應率。

## 不良反应
沙利度胺最著名的不良反应便是致畸性，研究显示沙利度胺的致畸作用主要发生于怀孕初期的三个月内，对胎儿的四肢发育产生影响，造成出生儿四肢短小形如海豹。沙利度胺及其类似物的抗癌和致畸作用的作用机制现在已知为cereblon E3 连接酶调节剂，作用类似于一种分子胶水。虽然沙利度胺的致畸性主要来自于其S异构体，但是在体内经过代谢会自动生成消旋体，因而分离手性化合物虽然在一定程度上能够缓解其致畸作用，但是并无本质改善。
除了致畸性，可能的不良反应还包括外周神经炎、麻痹、感觉异常、意识混乱、低血压等。

## 相關
- 药物不良反应
- 反应停事件
- 藥害救濟

## 外部連結
- 沙利度胺临床研究进展（FDA） （页面存档备份，存于）
- 沙利度胺小常识(FDA) （页面存档备份，存于）